# Jann Mardenborough

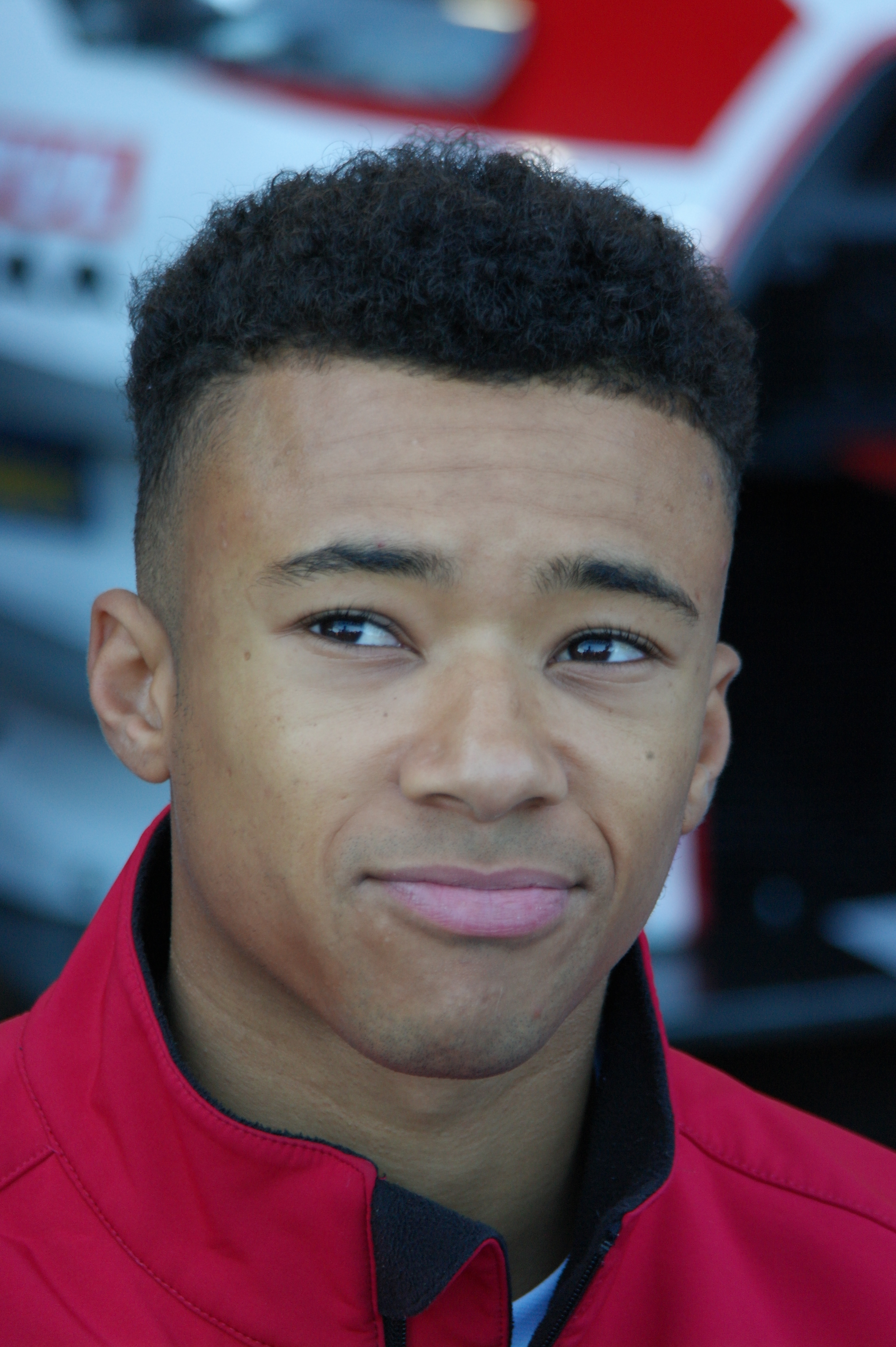
Jann Mardenborough (2014)

Jann Alexander Mardenborough (* 9. September 1991 in Darlington) ist ein   britischer Automobilrennfahrer. Er startete 2014 und 2015 in der GP3-Serie.

## Karriere
Anders als viele Motorsportler kann Mardenborough keine langjährige Erfahrung im Kartsport nachweisen. Zwar fuhr er zwischen acht und elf Jahren auf einer Kartbahn in Cardiff, wo er aufgewachsen ist, doch nach Schließung der Strecke fehlten seiner Familie die finanziellen Mittel, um das Hobby Motorsport fortzusetzen.
2011 nahm er an der GT Academy teil, einem Wettbewerb von Nissan und Sony, der durch virtuelle Autorennen auf der PlayStation einen Sieger ermittelt, dem der Einstieg in den professionellen Motorsport ermöglicht wird. Mardenborough setzte sich bei diesem Wettbewerb gegen 90.000 Teilnehmer durch. Als Titelprämie wurde er beim 24-Stunden-Rennen von Dubai von Nissan eingesetzt. Dabei erzielte er den dritten Platz in seiner Klasse. 2012 erhielt Mardenborough ein GT3-Cockpit in der britischen GT-Meisterschaft. Zusammen mit Alex Buncombe gewann er ein Rennen und belegte den sechsten Platz in der GT3-Wertung. Darüber hinaus nahm er an vier Rennen der Blancpain Endurance Series teil.

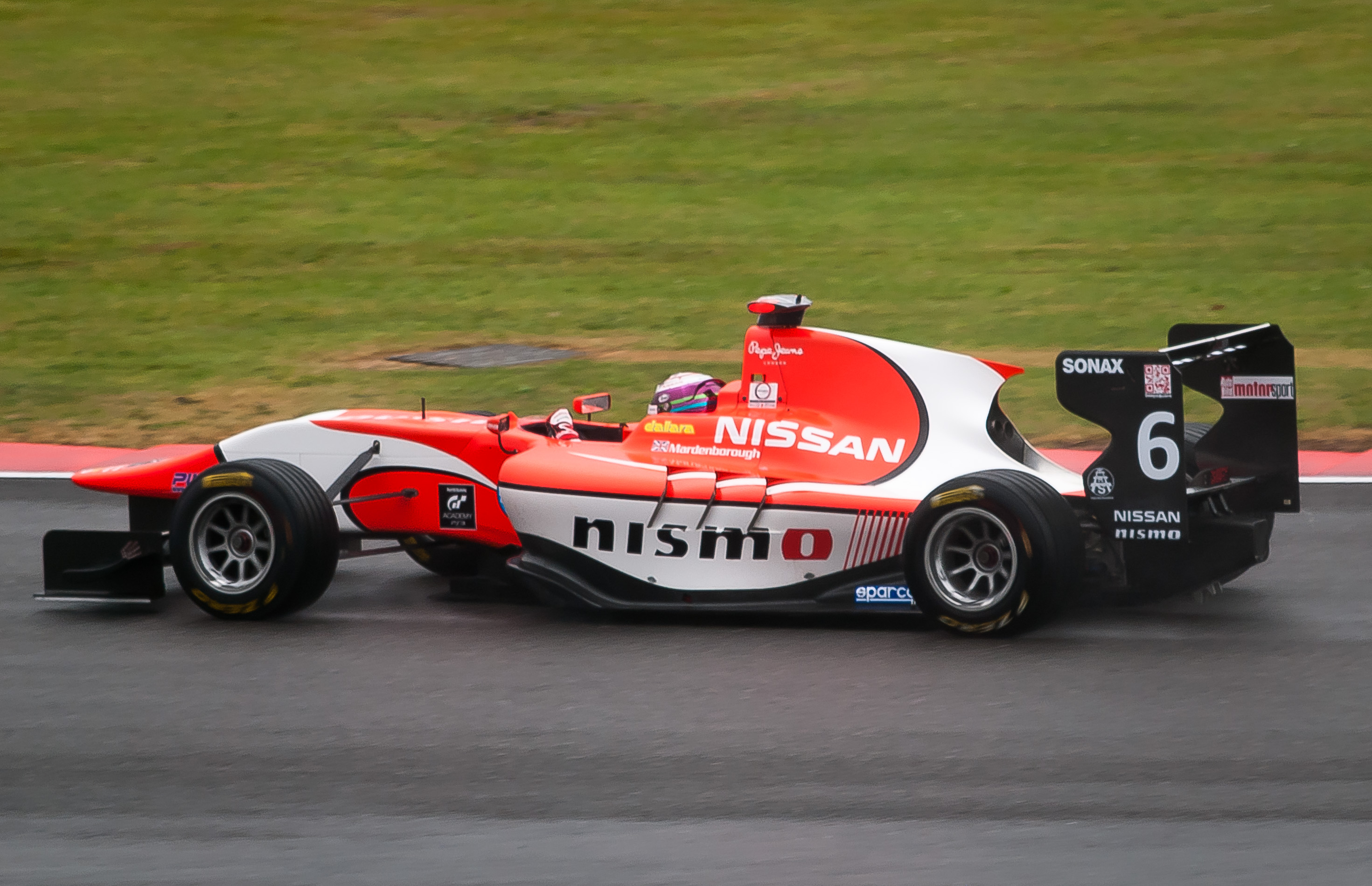
Jann Mardenborough beim GP3-Rennen in Silverstone 2014

2013 entschied sich Nissan, Mardenborough im Formelsport einzusetzen. Zunächst nahm er an der Saison der Toyota Racing Series in Neuseeland teil. Als bester Neueinsteiger schloss er die Saison auf dem zehnten Platz ab. Anschließend erhielt Mardenborough bei Carlin ein Cockpit für die europäische Formel-3-Meisterschaft 2013. Er fuhr viermal in die Punkte und lag am Ende der Saison als schlechtester Carlin-Pilot auf dem 21. Gesamtrang. Darüber hinaus fuhr Mardenborough für Carlin 2013 in der britischen Formel-3-Meisterschaft. Mit einem zweiten Platz als bestem Resultat wurde er Sechster in dieser Meisterschaft. Neben seinem Engagement im Formelsport nahm Mardenborough 2013 zudem im Rahmen der FIA-Langstrecken-Weltmeisterschaft (WEC) für Greaves Motorsport am 24-Stunden-Rennen von Le Mans teil. Zusammen mit Michael Krumm und Lucas Ordoñez erreichte er den neunten Platz sowie den dritten Rang in der LMP2-Klasse. Außerdem kam Mardenborough 2013 erneut in der Blancpain Endurance Series zum Einsatz und erzielte bei zwei Teilnahmen eine Podest-Platzierung in seiner Klasse.
Anfang 2014 nahm Mardenborough erneut an der Toyota Racing Series teil und startete für Giles Motorsport. Er gewann drei Rennen und stand insgesamt siebenmal auf dem Podest. Mit 782 zu 790 Punkten wurde er am Saisonende Vizemeister hinter Andrew Tang. Anschließend erhielt er für die Saison der GP3-Serie ein Cockpit bei Arden International. Mardenborough gewann ein Rennen und belegte als bester Pilot seines Rennstalls den neunten Gesamtrang. Darüber hinaus trat er für OAK Racing erneut zum 24-Stunden-Rennen von Le Mans an und fuhr je ein Rennen in der United SportsCar Championship (USCC) und der britischen GT-Meisterschaft. 2015 wechselte Mardenborough innerhalb der GP3-Serie zu Carlin. Mit zwei dritten Plätzen als beste Ergebnisse wurde er Gesamtneunter. Als Carlin bei einer Veranstaltung der GP2-Serie 2015 ein freies Cockpit hatte, wurde Mardenborough statt in der GP3-, in der GP2-Serie eingesetzt. Ferner ließ er das letzte Rennwochenende der GP3-Serie aus. Darüber hinaus erhielt Mardenborough bei Nissan Motorsports ein Werkscockpit für die FIA-Langstrecken-Weltmeisterschaft 2015. Das Team stieg erst zum dritten Rennen, dem 24-Stunden-Rennen von Le Mans, in die Serie ein und zog sich anschließend wieder aus der Meisterschaft zurück. Außerdem nahm Mardenborough 2015 an Rennen der VLN Langstreckenmeisterschaft Nürburgring teil. Im Streckenabschnitt Flugplatz hob sein Fahrzeug ohne Fremdeinwirkung ab und wurde bei dem Aufprall auf den Reifenstapel über den Fangzaun katapultiert. Dabei kam ein Zuschauer ums Leben und zwei weitere wurden verletzt. Mardenborough selbst überstand den Unfall unverletzt.
Ab 2017 fuhr Mardenborough mit Toyota in der Super Formula in Japan. Zudem ging er 2017 und 2018 für Team Impul in der Super GT an den Start. 2019 fuhr er für Kondō Racing.

## Persönliches
Jann Mardenboroughs Vater Steve Mardenborough ist ein ehemaliger englischer Fußballspieler.

## Statistik

### Karrierestationen
| - 2012: Britische GT-Meisterschaft, GT3 (Platz 6) - 2012: Blancpain Endurance Series, GT3 Pro-Am - 2013: Toyota Racing Series (Platz 10) - 2013: Europäische Formel 3 (Platz 21) - 2013: Britische Formel 3 (Platz 6) | - 2013: WEC, LMP (Platz 32) - 2013: Blancpain Endurance Series, Pro-Am (Platz 14) - 2014: Toyota Racing Series (Platz 2) - 2014: GP3-Serie (Platz 9) - 2014: USCC, Prototype (Platz 51) | - 2014: Britische GT-Meisterschaft, GT3 - 2015: GP3-Serie (Platz 9) - 2015: GP2-Serie (Platz 35) - 2015: WEC (Platz 34) |

### Einzelergebnisse in der europäischen Formel-3-Meisterschaft
| Jahr | Team   | Motor      | 1   | 2   | 3   | 4   | 5   | 6   | 7   | 8   | 9   | 10  | 11  | 12  | 13  | 14  | 15  | 16  | 17  | 18  | 19  | 20  | 21  | 22  | 23  | 24  | 25  | 26  | 27  | 28  | 29  | 30  | Punkte | Rang |
| ---- | ------ | ---------- | --- | --- | --- | --- | --- | --- | --- | --- | --- | --- | --- | --- | --- | --- | --- | --- | --- | --- | --- | --- | --- | --- | --- | --- | --- | --- | --- | --- | --- | --- | ------ | ---- |
| 2013 | Carlin | Volkswagen | MON | MON | MON | SIL | SIL | SIL | HO1 | HO1 | HO1 | BRH | BRH | BRH | SPI | SPI | SPI | NOR | NOR | NOR | NÜR | NÜR | NÜR | ZAN | ZAN | ZAN | VAL | VAL | VAL | HO2 | HO2 | HO2 | 12     | 21.  |
| 2013 | Carlin | Volkswagen | DNF | 11  | 14  | 17  | DNF | 8   | 16  | DNF | 22  | 13  | 10  | DNF | 13  | 21  | DNF | 7   | 27  | 12  | 15  | DNF | 11  | 16  | 23* | 14  | 18  | DNF | 11  | 16  | 18  | 11  | 12     | 21.  |

### Einzelergebnisse in der GP3-Serie
| Jahr | Team                | 1   | 2   | 3   | 4   | 5   | 6   | 7   | 8   | 9   | 10  | 11  | 12  | 13  | 14  | 15  | 16  | 17  | 18  | Punkte | Rang |
| ---- | ------------------- | --- | --- | --- | --- | --- | --- | --- | --- | --- | --- | --- | --- | --- | --- | --- | --- | --- | --- | ------ | ---- |
| 2014 | Arden International | ESP | ESP | AUT | AUT | GBR | GBR | GER | GER | HUN | HUN | BEL | BEL | ITA | ITA | RUS | RUS | UAE | UAE | 77     | 9.   |
| 2014 | Arden International | 14  | 14  | 11  | DNF | 9   | 15  | 8   | 1   | 7   | 3   | 4   | 4   | 11  | DNF | 6   | 4   | 13  | DNF | 77     | 9.   |
| 2015 | Carlin              | ESP | ESP | AUT | AUT | GBR | GBR | HUN | HUN | BEL | BEL | ITA | ITA | RUS | RUS | BRN | BRN | UAE | UAE | 58     | 9.   |
| 2015 | Carlin              | 4   | 3   | 5   | 13  | 17  | 15  | DNF | 17  | DNF | 12  |     |     | 5   | 3   | 7   | DNF |     |     | 58     | 9.   |

### Einzelergebnisse in der GP2-Serie
| Jahr | Team   | 1   | 2   | 3   | 4   | 5   | 6   | 7   | 8   | 9   | 10  | 11  | 12  | 13  | 14  | 15  | 16  | 17  | 18  | 19  | 20  | 21  | 22  | Punkte | Rang |
| ---- | ------ | --- | --- | --- | --- | --- | --- | --- | --- | --- | --- | --- | --- | --- | --- | --- | --- | --- | --- | --- | --- | --- | --- | ------ | ---- |
| 2015 | Carlin | BRN | BRN | ESP | ESP | MON | MON | AUT | AUT | GBR | GBR | HUN | HUN | BEL | BEL | ITA | ITA | RUS | RUS | BRN | BRN | UAE | UAE | 0      | 35.  |
| 2015 | Carlin |     |     |     |     |     |     |     |     |     |     |     |     |     |     | 19  | 20  |     |     |     |     |     |     | 0      | 35.  |

### Le-Mans-Ergebnisse
| Jahr | Team               | Fahrzeug             | Teamkollege   | Teamkollege      | Platzierung | Ausfallgrund     |
| ---- | ------------------ | -------------------- | ------------- | ---------------- | ----------- | ---------------- |
| 2013 | Greaves Motorsport | Zytek Z11SN          | Michael Krumm | Lucas Ordoñez    | Rang 9      |                  |
| 2014 | OAK Racing         | Ligier JS P2         | Alex Brundle  | Mark Schulzitsky | Rang 9      |                  |
| 2015 | Nissan Motorsports | Nissan GT-R LM Nismo | Max Chilton   | Olivier Pla      | Ausfall     | Kupplungsschaden |

### Sebring-Ergebnisse
| Jahr | Team                       | Fahrzeug | Teamkollege | Teamkollege | Platzierung | Ausfallgrund |
| ---- | -------------------------- | -------- | ----------- | ----------- | ----------- | ------------ |
| 2014 | Muscle Milk Pickett Racing | Oreca 03 | Lucas Luhr  | Klaus Graf  | Ausfall     | Defekt       |

### Einzelergebnisse in der FIA-Langstrecken-Weltmeisterschaft
| Saison | Team               | Rennwagen            | 1   | 2   | 3   | 4   | 5   | 6   | 7   | 8   |
| ------ | ------------------ | -------------------- | --- | --- | --- | --- | --- | --- | --- | --- |
| 2013   | Greaves Motorsport | Zytek Z11SN          | SIL | SPA | LEM | SAO | AUS | FUJ | SHA | BAH |
| 2013   | Greaves Motorsport | Zytek Z11SN          | 9   |     |     |     |     |     |     |     |
| 2014   | OAK Racing         | Ligier JS P2         | SIL | SPA | LEM | AUS | FUJ | SHA | BAH | SAO |
| 2014   | OAK Racing         | Ligier JS P2         | 9   |     |     |     |     |     |     |     |
| 2015   | Nissan Motorsports | Nissan GT-R LM Nismo | SIL | SPA | LEM | NÜR | AUS | FUJ | SHA | BAH |
| 2015   | Nissan Motorsports | Nissan GT-R LM Nismo | DNF |     |     |     |     |     |     |     |

## Verfilmung
Die Handlung des Kinofilms Gran Turismo aus dem Jahr 2023 ist der Lebensgeschichte von Jann Mardenborough nachempfunden.